# كولن إغلستون
كولن إغلستون (بالإنجليزية: Colin Eggleston)‏ هو منتج أفلام وكاتب سيناريو ومونتير ومخرج أسترالي، ولد في 23 سبتمبر 1941 في ملبورن في أستراليا، وتوفي في 10 أغسطس 2002 في جنيف في سويسرا.

## وصلات خارجية
- كولن إغلستون على موقع IMDb (الإنجليزية)
- كولن إغلستون على موقع ألو سيني (الفرنسية)
- كولن إغلستون على موقع أول موفي (الإنجليزية)
- كولن إغلستون على موقع قاعدة بيانات الأفلام السويدية (السويدية)
- كولن إغلستون على موقع قاعدة بيانات الفيلم (الإنجليزية)
- كولن إغلستون على موقع كينوبويسك (الروسية)